# Fluoximesterona
La fluoximesterona es una hormona anabolizante esteroidea con propiedades androgénicas, es decir, similares a las hormonas sexuales masculinas, por lo que se indica en el tratamiento del hipogonadismo masculino y para tratar el retardo de la pubertad en varones, así como en el tratamiento del cáncer de mama en mujeres. Químicamente, la fluoximesterona deriva de la metiltestosterona con un átomo de flúor en el carbono 9.